# Ficedula disposita
A Ficedula disposita a madarak osztályának verébalakúak (Passeriformes) rendjéhez és a  légykapófélék (Muscicapidae) családjához tartozó faj.

## Rendszerezése
A fajt Sidney Dillon Ripley és Joe Truesdell Marshall írták le 1967-ben, a Muscicapa nembe Muscicapa bonthaina disposita néven.

## Előfordulása
A Fülöp-szigetekhez tartozó Luzon szigetén honos. Természetes élőhelyei a szubtrópusi vagy trópusi síkvidéki esőerdők. Állandó, nem vonuló faj.

## Megjelenése
Testhossza 12 centiméter.

## Természetvédelmi helyzete
Az elterjedési területe kicsi, egyedszáma pedig csökken. A Természetvédelmi Világszövetség Vörös listáján mérsékelten fenyegetett fajként szerepel.